# Moraleda de Zafayona
Moraleda de Zafayona es una localidad y municipio español situado en la parte suroriental de la comarca de Loja, en la provincia de Granada, comunidad autónoma de Andalucía. Limita con los municipios de Salar, Huétor Tájar, Villanueva Mesía, Íllora, Pinos Puente, Chimeneas, Cacín y Alhama de Granada. Otras localidades cercanas son El Turro, Fuensanta y Buenavista. Cuenta con una población de 3127 habitantes (INE 2024). Por su término discurren los ríos Genil, Cacín y Alhama.
El municipio moraleño es una de las dieciséis entidades que componen el Poniente Granadino, y comprende los núcleos de población de Moraleda de Zafayona —capital municipal, que incluye los barrios de Los Higuerones, Llanos de Moraleda, Regadíos de Moraleda, Ruiz Ramírez, San Pedro y Los Tablazos de Zafayona— y Loreto, que incluye el barrio de Los Olivos o El Cruce.

## Toponimia

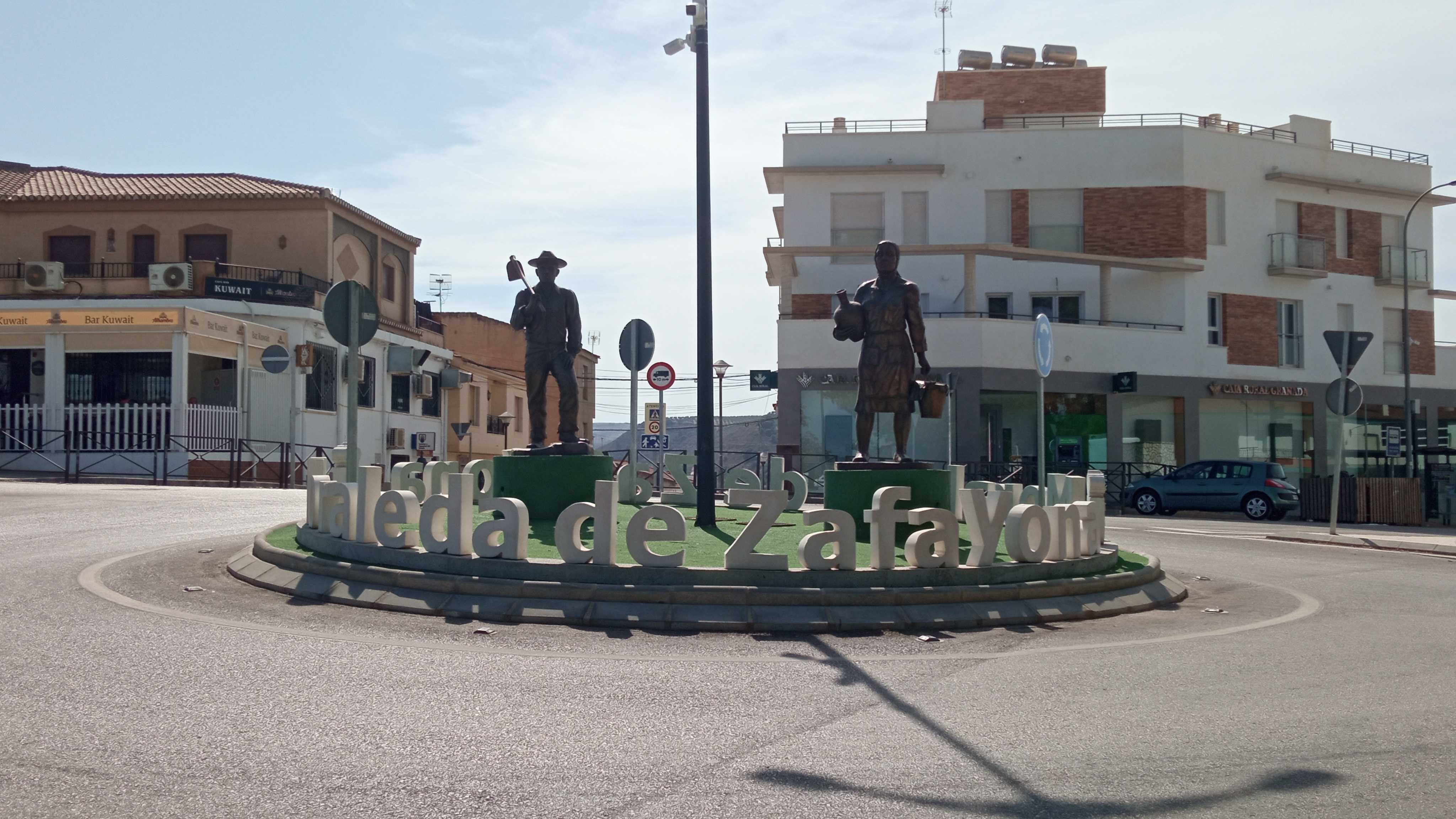
Nombre del municipio junto al Monumento a los Agricultores

El topónimo procede de la unión de vocablos; por un lado la palabra "Moraleda", derivada del latín mora más el sufijo abundancial -etum, con un significado de «lugar rico en moreras», que según María Encarnación Fernández López haría referencia a la abundancia de dicha planta, destinada a la industria de la seda. Por otro lado la palabra "Zafayona", que algunos autores, como Malpica Cuello y Rodríguez Moreno, derivan del árabe "Fa al-ayun", que significa «fuentes». En la zona se le denomina simplemente como Moralea o La Moralea.
El único gentilicio que se emplea es el de moraleño/a.

## Símbolos
El municipio de Moraleda de Zafayona cuenta con un escudo propio, aunque éste no está oficializado conforme a la normativa autonómica, lo que no evita su uso generalizado por parte del consistorio, asociaciones, clubes deportivos del municipio y otras administraciones públicas.

### Escudo
El blasón que viene usando el municipio tiene la siguiente descripción:

Escudo partido. Primero, de gules (rojo) y segundo de azur (azul), cada uno con una espada de plata (blanco) con empuñadura de sable (negro), la punta hacia abajo. Sobre el todo, árbol de sinople (verde) fustado al natural. Al timbre, corona real cerrada.

## Geografía

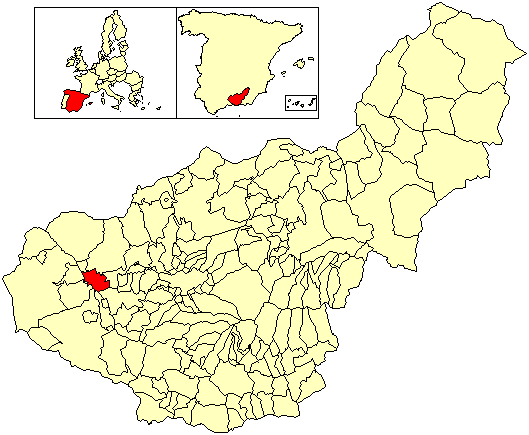
Extensión del municipio en la provincia de Granada

### Situación
Integrado en la comarca de Loja, se encuentra situado a 37 kilómetros de la capital provincial, a 115 de Jaén, a 184 de Almería y a 310 de Murcia. El término municipal está atravesado por la autovía A-92, que conecta las ciudades de Málaga y Sevilla con Granada, Almería y Murcia.
| Noroeste: Villanueva Mesía | Norte: Íllora                  | Nordeste: Íllora y Pinos Puente |
| Oeste: Huétor Tájar        |                                | Este: Pinos Puente              |
| Suroeste: Salar            | Sur: Alhama de Granada y Cacín | Sureste: Chimeneas              |

### Relieve

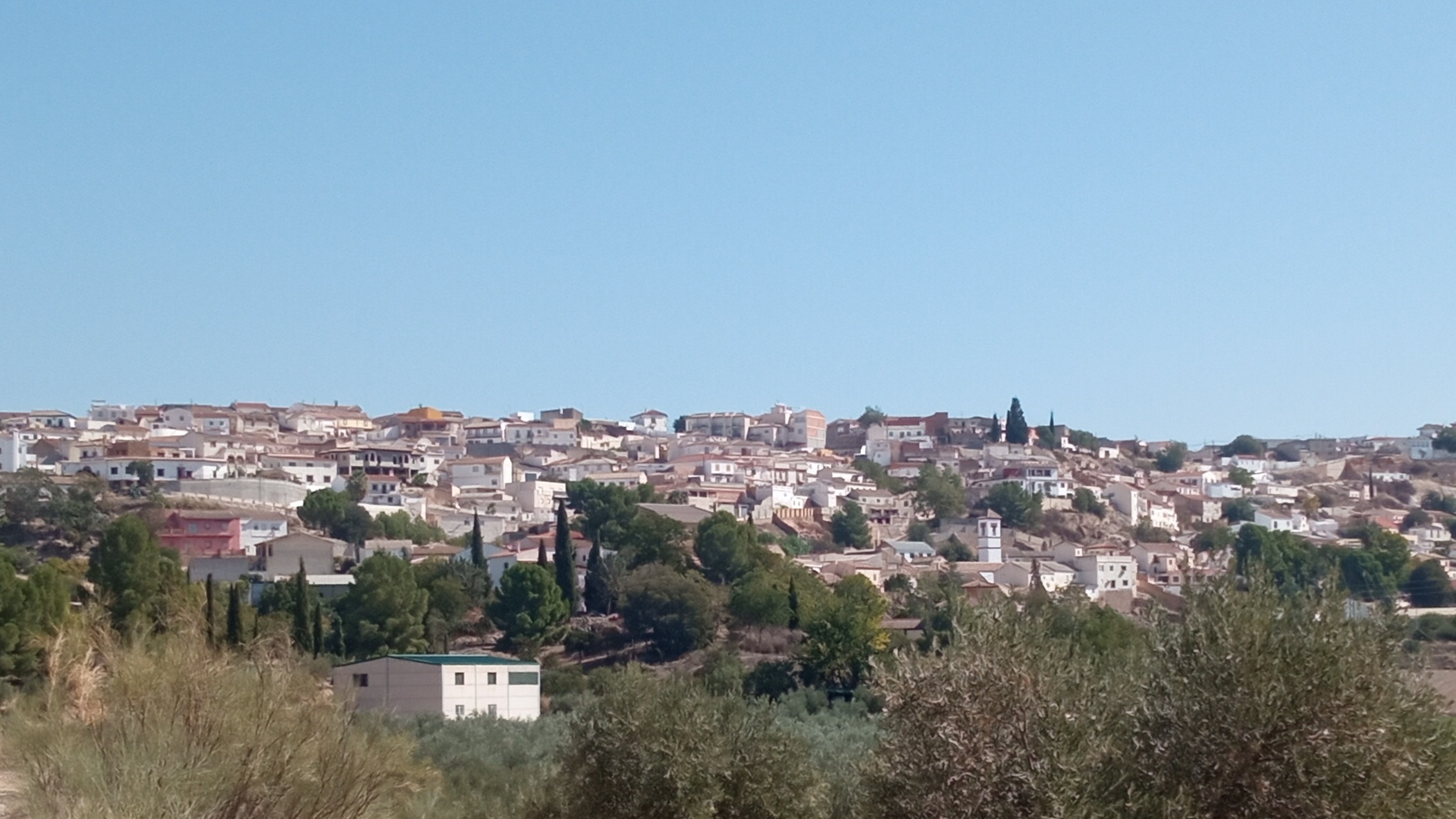
Vista de la localidad

El relieve está definido por el valle formado en la confluencia de los ríos Genil, Cacín y Alhama. El río Genil hace de límite por el norte, recogiendo las aguas del Cacín al noroeste, en el límite con Villanueva Mesía. La altitud oscila entre los 738 metros al sureste y los 480 metros al noroeste, a orillas del río Cacín. El pueblo se alza a 623 metros sobre el nivel del mar.

## Demografía
Moraleda de Zafayona cuenta con una población de 3127 habitantes (INE 2024), que se distribuyen de la siguiente manera:
| Unidad poblacional   | Hab. |
| -------------------- | ---- |
| Moraleda de Zafayona | 1754 |
| Loreto               | 1376 |
| TOTAL                | 3130 |

### Evolución de la población
| Gráfica de evolución demográfica de Moraleda de Zafayona entre 1857 y 2021 |
| |
| Población de derecho según los censos de población del INE Población de hecho según los censos de población del INEEntre el censo de 1857 y el anterior, aparece este municipio porque se segrega del municipio Chimeneas |

## Economía

### Evolución de la deuda viva municipal
| Gráfica de evolución de la deuda viva del Ayuntamiento de Moraleda Z. entre 2008 y 2022                                |
| |
| Deuda viva del Ayuntamiento de Moraleda Z. en miles de euros según datos del Ministerio de Hacienda y Función Pública. |

## Política

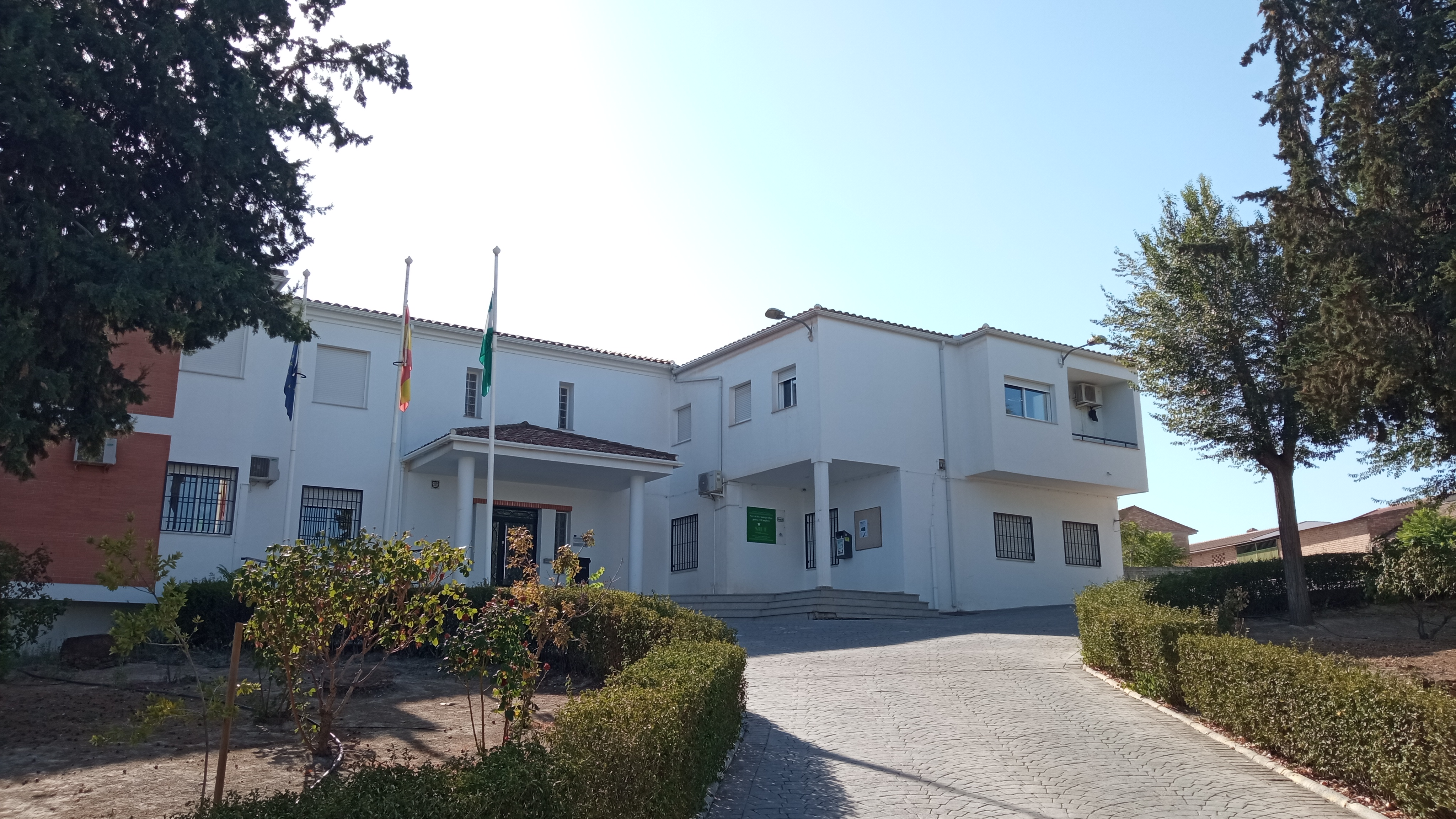
Ayuntamiento de Moraleda de Zafayona

Los resultados en Moraleda de Zafayona de las últimas elecciones municipales, celebradas en mayo de 2023, son:
| Elecciones Municipales - Moraleda de Zafayona (2023) | Elecciones Municipales - Moraleda de Zafayona (2023) | Elecciones Municipales - Moraleda de Zafayona (2023) | Elecciones Municipales - Moraleda de Zafayona (2023) | Elecciones Municipales - Moraleda de Zafayona (2023) |
| Partido político                                     | Partido político                                     | Votos                                                | Votos                                                | Concejales                                           |
| ---------------------------------------------------- | ---------------------------------------------------- | ---------------------------------------------------- | ---------------------------------------------------- | ---------------------------------------------------- |
|                                                      | Partido Socialista Obrero Español (PSOE)             | 704                                                  | 44,69%                                               | 5                                                    |
|                                                      | Izquierda Unida Para la Gente (PARA LA GENTE)        | 628                                                  | 39,87%                                               | 5                                                    |
|                                                      | Partido Popular (PP)                                 | 224                                                  | 14,22%                                               | 1                                                    |

### Alcaldes
| Legislatura | Nombre                            | Grupo |
| ----------- | --------------------------------- | ----- |
| 1979-1983   | José Molina Ruiz                  | PCE   |
| 1983-1987   | Manuel Rosa Naranjo               | PSOE  |
| 1987-1991   | Manuel Rosa Naranjo               | PSOE  |
| 1991-1995   | Ángel Molina Moreno               | PSOE  |
| 1995-1999   | Juan Francisco Coca González      | IU    |
| 1999-2003   | Juan Fernández López              | PSOE  |
| 2003-2007   | Juan Fernández López              | PSOE  |
| 2007-2011   | Carolina Fraguas Castro           | PSOE  |
| 2011-2015   | Carolina Fraguas Castro           | PSOE  |
| 2015-2019   | María del Carmen Cantero González | IU    |
| 2019-2023   | María del Carmen Cantero González | IU    |
| 2023-act.   | Virginia Pantigas Ruiz            | PSOE  |

## Comunicaciones

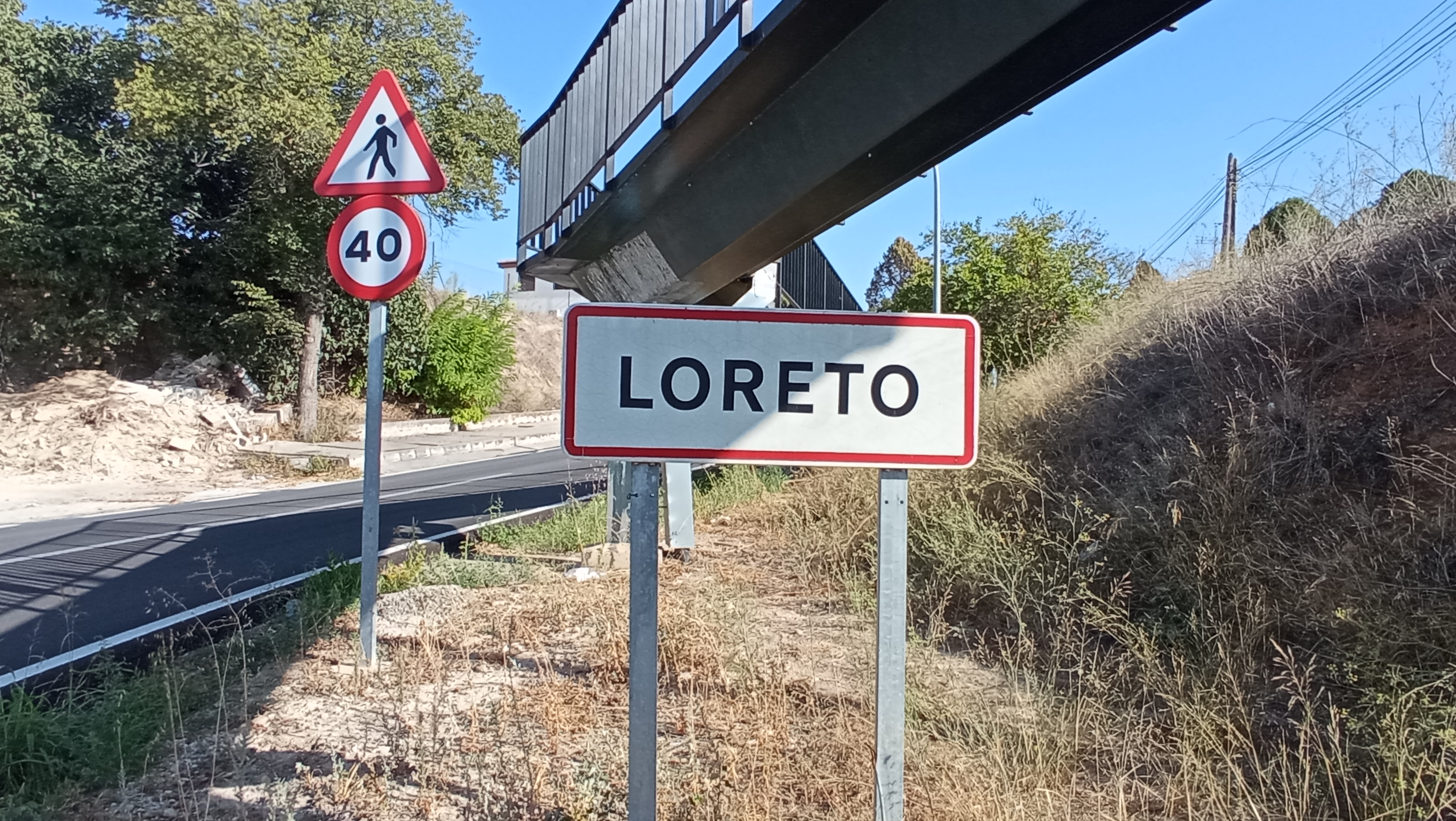
La carretera A-335 a su paso por la pedanía de Loreto, donde se denomina calle Lérida

### Carreteras
Las principales vías de comunicación que transcurren por el municipio son:
| Identificador | Denominación                                         | Itinerario                        |
| ------------- | ---------------------------------------------------- | --------------------------------- |
| A-92          | Autovía A-92                                         | Sevilla - Almería                 |
| A-335         | De Alcalá la Real a Moraleda de Zafayona             | Alcalá la Real - Loreto           |
| A-402         | De Moraleda de Zafayona a Viñuela                    | Moraleda de Zafayona - La Viñuela |
| A-402R3       | Ramal de acceso desde la A-92 a Moraleda de Zafayona | Loreto - A-402                    |
| GR-4304       | De El Turro a A-402 (Moraleda de Zafayona)           | El Turro - Moraleda de Zafayona   |

Algunas distancias entre Moraleda de Zafayona y otras ciudades:
| Ciudades | Distancia (km) |
| -------- | -------------- |
| Loja     | 22             |
| Granada  | 37             |
| Jaén     | 115            |
| Almería  | 184            |
| Murcia   | 310            |

## Servicios públicos

### Sanidad
El municipio cuenta con tres consultorios médicos de atención primaria situados uno en la calle de la Cruz s/n de Moraleda de Zafayona, otro en la plaza Ciudad Real s/n de Loreto, y el otro en la calle Otura s/n del barrio de Los Olivos (Loreto), dependientes todos ellos del distrito sanitario metropolitano de Granada. El servicio de urgencias está en el centro de salud de Huétor Tájar y el área hospitalaria de referencia es el Hospital de Alta Resolución de Loja.

### Educación

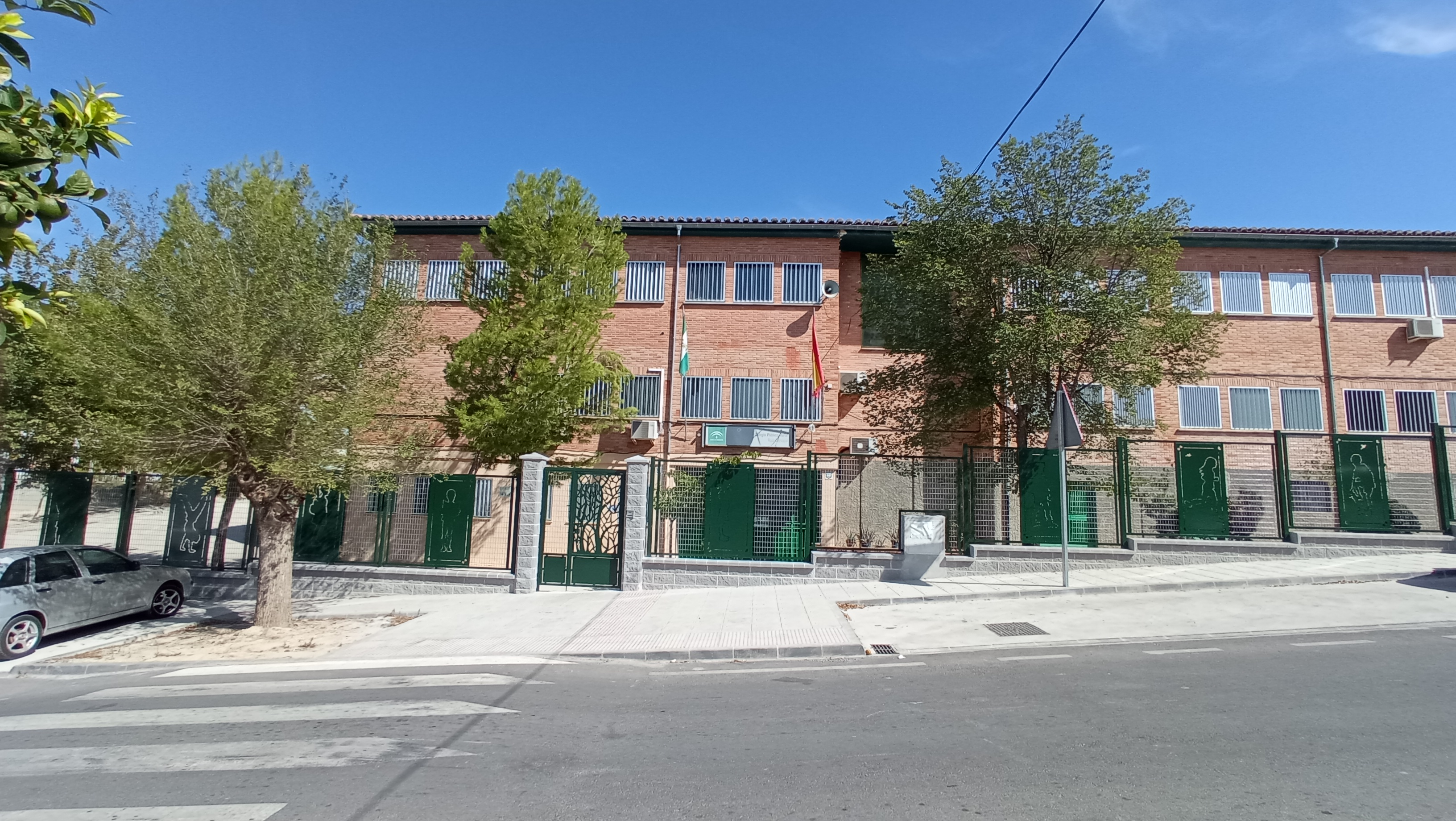
CPR Ruiz Carvajal

Los centros educativos que hay en el municipio son:
| Denominación genérica             | Nombre del centro  | Naturaleza | Dirección                    |
| --------------------------------- | ------------------ | ---------- | ---------------------------- |
| Colegio público rural             | CPR Ruiz Carvajal  | Público    | Ctra. de El Turro, 33        |
| Escuela infantil                  | EI Moraleda        | Público    | C/ del Sol, 24               |
| Instituto de educación secundaria | IES Manuel Cañadas | Público    | C/ Pintor Velázquez, s/n     |
| Sección de educación permanente   | SEP La Amistad     | Público    | Ctra. de Cómpeta, 45. Loreto |